# Criollas de Caguas
Le Criollas de Caguas sono una franchigia pallavolistiche femminile di Porto Rico, con sede a Caguas: militano nella Liga de Voleibol Superior Femenino.

## Storia
Le Criollas de Caguas vengono fondate nel 1981. Dopo una decina di stagioni segnate da scarsi risultati, nella seconda metà degli anni novanta iniziano a dominare la Liga de Voleibol Superior Femenino, disputando sette finali consecutive, tra il 1996 ed il 2002, e perdendo solo nel 1999, contro le Llaneras de Toa Baja.
Nel 2005 arriva la vittoria del settimo campionato, mentre nel 2007 e nel 2008 arrivano altre due finali, perse rispettivamente contro le Valencianas de Juncos e le Pinkin de Corozal. Nella stagione 2011 vincono l'ottavo titolo della propria storia, mentre nella stagione seguente giungono nuovamente finale, perdendo tuttavia contro le Lancheras de Cataño.
Le Criollas tornano a giocare la finale della LVSF nel campionato 2014, vincendo il nono titolo della propria storia ai danni delle Leonas de Ponce, confermandosi campionesse anche nel campionato seguente e nel 2016 e 2017, sconfiggendo in finale rispettivamente le Indias de Mayagüez, le Capitalinas de San Juan e le Valencianas de Juncos.
Nel campionato 2019, dopo un anno di pausa per via dei danni causati dall'Uragano Maria, conquistano il quinto titolo consecutivo, questa volta ai danni delle Changas de Naranjito. Nella stagione 2021 conquistano a tavolino il quattordicesimo scudetto della propria storia grazie a un contenzioso tra le Sanjuaneras de la Capital, che avrebbero dovuto sfidare nella finale scudetto, e la FPV. Escono in seguito sconfitte al termine della finale della Liga de Voleibol Superior Femenino 2022, vedendo la propria egemonia interrotta dalle Pinkin de Corozal.
Nella Liga de Voleibol Superior Femenino 2025 vincono il quindicesimo titolo della propria storia contro le Cangrejeras de Santurce.

## Rosa 2025
| N° | Nome                   | Ruolo | Data di nascita   | Nazionalità sportiva |
| -- | ---------------------- | ----- | ----------------- | -------------------- |
| 4  | Raymariely Santos      | P     | 13 aprile 1992    | Porto Rico           |
| 3  | Julie Oliveira         | O     | 1º aprile 1995    | Francia              |
| 3  | Lauren Matthews        | O     | 2 gennaio 2000    | Stati Uniti          |
| 5  | Ana Sofía Jusino       | C     | 5 gennaio 1994    | Porto Rico           |
| 6  | Stephanie Enright      | S     | 15 dicembre 1990  | Porto Rico           |
| 7  | Sofía Victoriá         | S     | 3 maggio 2002     | Porto Rico           |
| 8  | Kristin Lux            | S     | 20 febbraio 2000  | Stati Uniti          |
| 9  | Karelys Otero          | L     | 17 settembre 1999 | Porto Rico           |
| 10 | Diana Reyes            | C     | 29 aprile 1993    | Porto Rico           |
| 11 | Kathia Sánchez         | P     | 29 novembre 1995  | Porto Rico           |
| 12 | Katherine Bell         | O     | 5 marzo 1993      | Stati Uniti          |
| 13 | Paulina Pérez          | S     | 12 marzo 2000     | Porto Rico           |
| 14 | Temitayo Thomas-Ailara | S     | 4 dicembre 2000   | Stati Uniti          |
| 15 | Ivania Ortiz           | S     | 15 luglio 1999    | Porto Rico           |
| 20 | Okiana Valle           | L     | 29 agosto 1997    | Porto Rico           |
| 18 | Alba Hernández         | C     | 3 ottobre 1994    | Porto Rico           |

## Palmarès
- Campionato portoricano: 15

1996, 1997, 1998, 2000, 2001, 2002, 2005, 2011, 2014, 2015,
2016, 2017, 2019, 2021, 2025